# Нижняя Тавда
Ни́жняя Тавда́ — село в Тюменской области России. Административный центр Нижнетавдинского района и Нижнетавдинского сельского поселения.

## География
Расположено в северной части Туринской равнины, на правом берегу реки Тавды при впадении в неё речки Саранки.
Находится на автотрассе 71Н-1209 в 80 км к северо-востоку от Тюмени. На юго-востоке в 35 км располагается железнодорожная станция Картымская.

## История

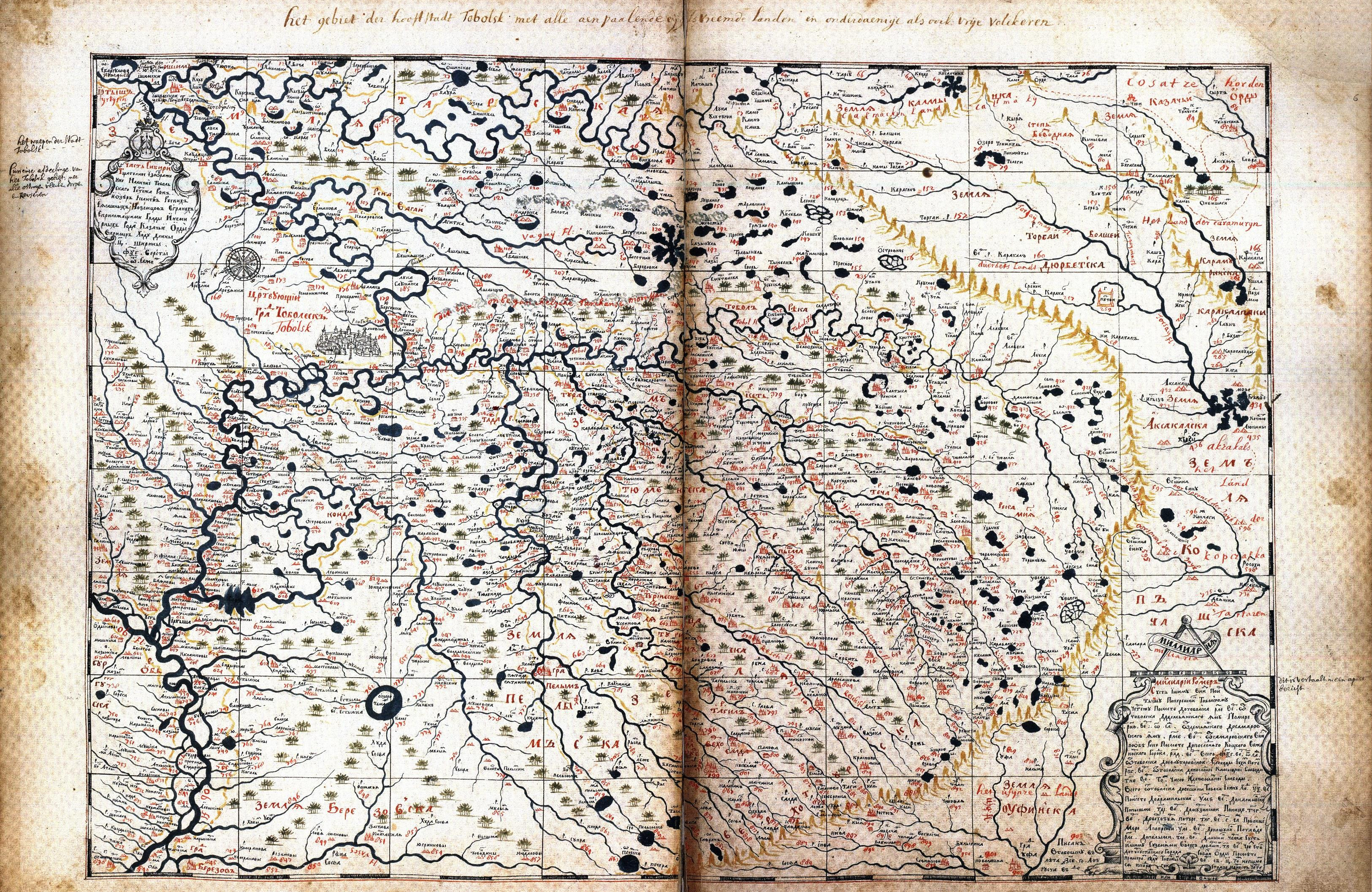
Тавдинская на реке Тавда. В центре карты Ремезова

Первоначально поселение было основано как Тавдинская слобода в 1620 году. Тавдинская слобода Тюменского уезда упоминается в 1625 году как вотчина тобольского архиепископа Киприана в Дозорной книге Тюменского уезда.
Село Тавдинское на реке Тавда отмечено на карте С. У. Ремезова 1701 года.
В советское время поселение было переименовано в Нижнюю Тавду, т. к. ранее в верхнем течении Тавды вырос посёлок Тавда при железнодорожной станции Тавда.
В 1965 году Нижняя Тавда становится посёлком городского типа. 
В 1991 году посёлок преобразован в сельский населённый пункт.

## Население
| 1959 | 1970  | 1979  | 1989  | 2002  | 2010  | 2021  |
| ---- | ----- | ----- | ----- | ----- | ----- | ----- |
| 4250 | ↗5940 | ↗6690 | ↗6941 | ↘6754 | ↗6846 | ↗8316 |

## Известные уроженцы, жители
Кукарский, Иван Кузьмич (1917, село Нижняя Тавда, — 1989, Москва) — советский прокурор.

## Инфраструктура
Действует молочный и деревообрабатывающий заводы.

### Социальная сфера
Средняя общеобразовательная школа.

### Религия
Действующая церковь во имя Святой Троицы, построенная в 2006 году (освящена в 2007 году).

## Транспорт
Велижанский тракт